# Seven Network
Seven Network è un canale televisivo australiano che ha cominciato a trasmettere nel dicembre del 1956. Dalla metà degli anni novanta è stato il secondo in termini di ascolti, superato solo da Nine Network, ma nel 2007 ha riconquistato la leadership, per poi riperderla nel 2016. È anche quello che riesce a raggiungere la maggior parte della popolazione australiana.
Oltre al canale principale e al suo simulcast in HD, esistono altri tre canali tematici ad esso affiliati dedicati a un pubblico più di nicchia.
A più riprese ha trasmesso le olimpiadi (estive e anche invernali), tra cui quelle degli anni 2000, 2012, 2016, 2018 e 2020, le ultime due delle quali con orario vicino a quello australiano.

## Alcuni programmi trasmessi
- All Saints (1998-2009)
- Blue Heelers - Poliziotti con il cuore (1994-2006)
- Packed to the Rafters (2008-2013)
- Home and Away (1988- in corso)
- 800 Words (2015-2018)
- Breaking the Magician's Code: Magic's Biggest Secrets Finally Revealed